# ابروزردک آنتیلی بزرگ
ابروزردک آنتیلی بزرگ (نام علمی: Elaenia fallax) نام یک گونه از سرده ابروزردک است.